# Nazionale maschile di pallavolo del Messico
La nazionale di pallavolo maschile del Messico è una squadra nordamericana composta dai migliori giocatori di pallavolo del Messico ed è posta sotto l'egida della Federazione pallavolistica del Messico.

## Rosa
Segue la rosa dei giocatori convocati per la Volleyball Challenger Cup 2024.
| N° | Nome                | Ruolo | Data di nascita  | Squadra             |
| -- | ------------------- | ----- | ---------------- | ------------------- |
| 2  | Jorge Hernández     | S     | 14 agosto 2003   | Baja California     |
| 3  | Hiram Bravo         | L     | 19 dicembre 1999 | -                   |
| 5  | Víctor Parra        | C     | 3 settembre 1999 | Mezcaleros          |
| 8  | Edgar Mendoza       | P     | 8 gennaio 1999   | Nayarit             |
| 9  | Axel Téllez         | C     | 8 ottobre 1999   | Teruel              |
| 10 | Yasutaka Sanay      | S     | 2 maggio 2001    | -                   |
| 11 | Brandon López       | C     | 30 agosto 1996   | Cocoteros de Colima |
| 12 | Mauro Fuentes       | S     | 13 ottobre 1997  | San Roque           |
| 13 | Juan García         | C     | 24 giugno 2003   | -                   |
| 22 | Ángel Domínguez     | O     | 12 marzo 2004    | -                   |
| 23 | Luis Sánchez        | L     | 20 gennaio 1999  | -                   |
| 33 | Leonardo Maldonado  | S     | 28 maggio 2003   | -                   |
| 48 | Franky Hernández    | S     | 4 marzo 2002     | -                   |
| 96 | Miguel Ángel García | P     | 6 dicembre 1996  | Tigres UANL         |

## Risultati

### Competizioni FIVB
| 1964 | non qualificata | -            |
| 1968 | 10º posto       | Convocazioni |
| 1972 | non qualificata | -            |
| 1976 | non qualificata | -            |
| 1980 | non qualificata | -            |
| 1984 | non qualificata | -            |
| 1988 | non qualificata | -            |
| 1992 | non qualificata | -            |
| 1996 | non qualificata | -            |
| 2000 | non qualificata | -            |
| 2004 | non qualificata | -            |
| 2008 | non qualificata | -            |
| 2012 | non qualificata | -            |
| 2016 | 11º posto       | Convocazioni |
| 2020 | non qualificata | -            |
| 2024 | non qualificata | -            |

| 1949 | non qualificata | -            |
| 1952 | non qualificata | -            |
| 1956 | non qualificata | -            |
| 1960 | non qualificata | -            |
| 1962 | non qualificata | -            |
| 1966 | non qualificata | -            |
| 1970 | non qualificata | -            |
| 1974 | 10º posto       | Convocazioni |
| 1978 | 12º posto       | Convocazioni |
| 1982 | 18º posto       | Convocazioni |
| 1986 | non qualificata | -            |
| 1990 | non qualificata | -            |
| 1994 | non qualificata | -            |
| 1998 | non qualificata | -            |
| 2002 | non qualificata | -            |
| 2006 | non qualificata | -            |
| 2010 | 13º posto       | Convocazioni |
| 2014 | 17º posto       | Convocazioni |
| 2018 | non qualificata | -            |
| 2022 | 18º posto       | Convocazioni |

| 1965 | non qualificata | -            |
| 1969 | non qualificata | -            |
| 1977 | 9º posto        | Convocazioni |
| 1981 | non qualificata | -            |
| 1985 | non qualificata | -            |
| 1989 | non qualificata | -            |
| 1991 | 10º posto       | Convocazioni |
| 1995 | non qualificata | -            |
| 1999 | non qualificata | -            |
| 2003 | non qualificata | -            |
| 2007 | non qualificata | -            |
| 2011 | non qualificata | -            |
| 2015 | non qualificata | -            |
| 2019 | non qualificata | -            |
| 2023 | non qualificata | -            |

### Competizioni NORCECA
| 1969 | 2º posto        | Convocazioni |
| 1971 | 3º posto        | Convocazioni |
| 1973 | 5º posto        | Convocazioni |
| 1975 | 2º posto        | Convocazioni |
| 1977 | 2º posto        | Convocazioni |
| 1979 | 3º posto        | Convocazioni |
| 1981 | 4º posto        | Convocazioni |
| 1983 | 4º posto        | Convocazioni |
| 1985 | non qualificata | -            |
| 1987 | 5º posto        | Convocazioni |
| 1989 | 5º posto        | Convocazioni |
| 1991 | 4º posto        | Convocazioni |
| 1993 | 5º posto        | Convocazioni |
| 1995 | 5º posto        | Convocazioni |
| 1997 | 4º posto        | Convocazioni |
| 1999 | 4º posto        | Convocazioni |
| 2001 | 6º posto        | Convocazioni |
| 2003 | 4º posto        | Convocazioni |
| 2005 | 6º posto        | Convocazioni |
| 2007 | 7º posto        | Convocazioni |
| 2009 | 5º posto        | Convocazioni |
| 2011 | 5º posto        | Convocazioni |
| 2013 | 5º posto        | Convocazioni |
| 2015 | 4º posto        | Convocazioni |
| 2017 | 4º posto        | Convocazioni |
| 2019 | 4º posto        | Convocazioni |
| 2021 | 3º posto        | Convocazioni |
| 2023 | 5º posto        | Convocazioni |

| 2021 | 1º posto | Convocazioni |
| 2022 | 5º posto | Convocazioni |
| 2023 | 3º posto | Convocazioni |
| 2024 | 3º posto | Convocazioni |

| 2022 | 3º posto | Convocazioni |
| 2023 | 1º posto | Convocazioni |
| 2024 | 3º posto | Convocazioni |
| 2025 | 2º posto | Convocazioni |

### Competizioni zonali
| 1955 | 2º posto        | Convocazioni |
| 1959 | 3º posto        | Convocazioni |
| 1963 | non qualificata | -            |
| 1967 | 4º posto        | Convocazioni |
| 1971 | 5º posto        | Convocazioni |
| 1975 | 3º posto        | Convocazioni |
| 1979 | 4º posto        | Convocazioni |
| 1983 | non qualificata | -            |
| 1987 | non qualificata | -            |
| 1991 | non qualificata | -            |
| 1995 | non qualificata | -            |
| 1999 | non qualificata | -            |
| 2003 | non qualificata | -            |
| 2007 | 8º posto        | Convocazioni |
| 2011 | 4º posto        | Convocazioni |
| 2015 | 7º posto        | Convocazioni |
| 2019 | 7º posto        | Convocazioni |
| 2023 | 6º posto        | Convocazioni |

| 2006 | 4º posto | Convocazioni |
| 2007 | 1º posto | Convocazioni |
| 2008 | 4º posto | Convocazioni |
| 2009 | 5º posto | Convocazioni |
| 2010 | 7º posto | Convocazioni |
| 2011 | 5º posto | Convocazioni |
| 2012 | 5º posto | Convocazioni |
| 2013 | 2º posto | Convocazioni |
| 2014 | 6º posto | Convocazioni |
| 2015 | 5º posto | Convocazioni |
| 2016 | 4º posto | Convocazioni |
| 2017 | 8º posto | Convocazioni |
| 2018 | 5º posto | Convocazioni |
| 2019 | 3º posto | Convocazioni |
| 2022 | 6º posto | Convocazioni |
| 2023 | 4º posto | Convocazioni |
| 2024 | 8º posto | Convocazioni |

### Competizioni estinte
| 1990 | non qualificata | -            |
| 1991 | non qualificata | -            |
| 1992 | non qualificata | -            |
| 1993 | non qualificata | -            |
| 1994 | non qualificata | -            |
| 1995 | non qualificata | -            |
| 1996 | non qualificata | -            |
| 1997 | non qualificata | -            |
| 1998 | non qualificata | -            |
| 1999 | non qualificata | -            |
| 2000 | non qualificata | -            |
| 2001 | non qualificata | -            |
| 2002 | non qualificata | -            |
| 2003 | non qualificata | -            |
| 2004 | non qualificata | -            |
| 2005 | non qualificata | -            |
| 2006 | non qualificata | -            |
| 2007 | non qualificata | -            |
| 2008 | non qualificata | -            |
| 2009 | non qualificata | -            |
| 2010 | non qualificata | -            |
| 2011 | non qualificata | -            |
| 2012 | non qualificata | -            |
| 2013 | non qualificata | -            |
| 2014 | 25º posto       | Convocazioni |
| 2015 | 30º posto       | Convocazioni |
| 2016 | 34º posto       | Convocazioni |
| 2017 | 28º posto       | Convocazioni |

| 1998 | non qualificata | -            |
| 1999 | non qualificata | -            |
| 2000 | non qualificata | -            |
| 2001 | non qualificata | -            |
| 2005 | non qualificata | -            |
| 2007 | non qualificata | -            |
| 2008 | 6º posto        | Convocazioni |

| 2015 | 4º posto        | Convocazioni |
| 2019 | non qualificata | -            |

| 2018 | non qualificata | -            |
| 2019 | non qualificata | -            |
| 2022 | non qualificata | -            |
| 2023 | non qualificata | -            |
| 2024 | 8º posto        | Convocazioni |